# 罗斯·特恩布尔
路斯·杜布爾 （Ross Turnbull，1985年1月4日—），已退役英格蘭足球運動員，司職守門員。

## 職業生涯

### 米杜士堡
杜布爾自2002年開始效力米杜士堡一隊，但一直是副選門將。曾被外借至達寧頓、巴拉福特城、克魯、卡迪夫城，更兩度被外借至班士利。隨著澳洲門將2008年夏季轉投英超球隊富咸，杜布爾才有機會躋身正選之列。於2008/09球季，杜布爾要與另一澳洲門將爭奪正選門將位置。

### 車路士
2009年7月2日，杜布爾自由轉會至車路士，穿上22號球衣，擔任施治副手。杜布爾首次為一隊上陣是在聯賽盃對陣保頓的賽事，他在23分鐘入替受傷的希拉里奧，最終球隊以4-0勝出。在2-2戰平尼科西亞的賽事裡，端布爾首次在歐洲聯賽冠軍盃上陣。隨著施治及希拉里奧的受傷，杜布爾在英超聯賽對陣韋斯咸及歐聯對陣國際米蘭的賽事裡都得到正選上陣的機會。

## 外部連結
- 車路士官方 杜布爾檔案